# خدمات حیات‌وحش
خدمات حیات‌وحش (انگلیسی: Wildlife Services) با نام اختصاری آفیس، پروژه‌ای است با تمرکز بر هدایت، پیش‌گیری و وگاهی و دفع حضور ناخواسته و احتمالی حیوانات وحشی در حکومت فدرال ایالات متحده آمریکا.  این پدیده معطوف به پیش‌آمدهایی است مبنی بر تهدید و یا ایجاد ترس در عموم مردم و همین‌طور جلوگیری از تعرض به اراضی و منابع طبیعی.در ایالت متحده.